# Rico Gulda
Rico Gulda (Zúrich, 9 de abril de 1968) es un pianista y director de orquesta de música clásica austríaco.

## Biografía

### Primeros años y carrera
Nació en Zúrich, tercer hijo del destacado pianista Friedrich Gulda y único hijo de su segunda esposa japonesa, la pianista y compositora Yuko Wakiyama.
Creció en Múnich y recibió sus primeras lecciones de piano a los cinco años. A los doce años, estudió con Ludwig Hoffmann y posteriormente con Noel Flores en la Universidad de Música y Arte Dramático de Viena. Las clases magistrales con Dmitri Bashkírov y Oleg Maisenberg, así como el trabajo con su padre, Friedrich Gulda, completaron su formación.
Gulda actúa como solista, en un conjunto de música de cámara y con orquestas como la Orquesta Filarmónica de Viena, la Orquesta del Mozarteum de Salzburgo y la Orquesta Bruckner de Linz.
Ha actuado con su medio hermano, el pianista Paul Gulda, así como con los pianistas Paul Badura-Skoda y Martha Argerich, el violinista Renaud Capuçon, el director de orquesta Christian Arming, los barítonos Matthias Goerne y Michael Schade, entre otros. Mantiene una larga colaboración artística y una amistad íntima con el barítono Florian Prey.
Enseñó piano en la Universidad del Mozarteum de Salzburgo, en la Universidad Hansei de Seúl y en clases magistrales en Viena, Vietnam y Japón.
En 2013, fue ascendido a jefe de planificación artística y dramaturgia del Wiener Konzerthaus, donde sirvió hasta 2025. En 2025, asumió la gestión de las actividades musicales y culturales como director general de la Fundación Privada Esterházy. También es director artístico del festival de verano Oberösterreichische Stiftskonzerte. Es miembro del jurado del Concurso Franz Schubert y de Música Moderna.

### Vida personal
- Rico Gulda estaba casada con la pianista Ferhan Önder y tienen una hija.[7][1]

## Discografía
- 1997: Schubert Klaviersonate D 784 & 3 Klavierstücke D946 (Gramola)[8]
- 1999: Art Cult-Concert (Klavier Zu Vier Händen) con Michael Badura-Skoda (Austria Tabak, Art Cult)[8]
- 2001: Schuman – Album Für Die Jugend Op. 68 (Naxos)[8]
- 2002: Schubert – Piano Works For Four Hands con Christopher Hinterhuber (Naxos)[8]
- 2008: Die Lieder Meines Vaters Ausgewählt Von Florian Prey con Hermann Prey, Florian Prey, Karl Engel, Friedrich Gulda, Leonard Hokanson, Michael Krist y Wolfgang Sawallisch (Deutsche Grammophon)[8]